# Irwin Goodman

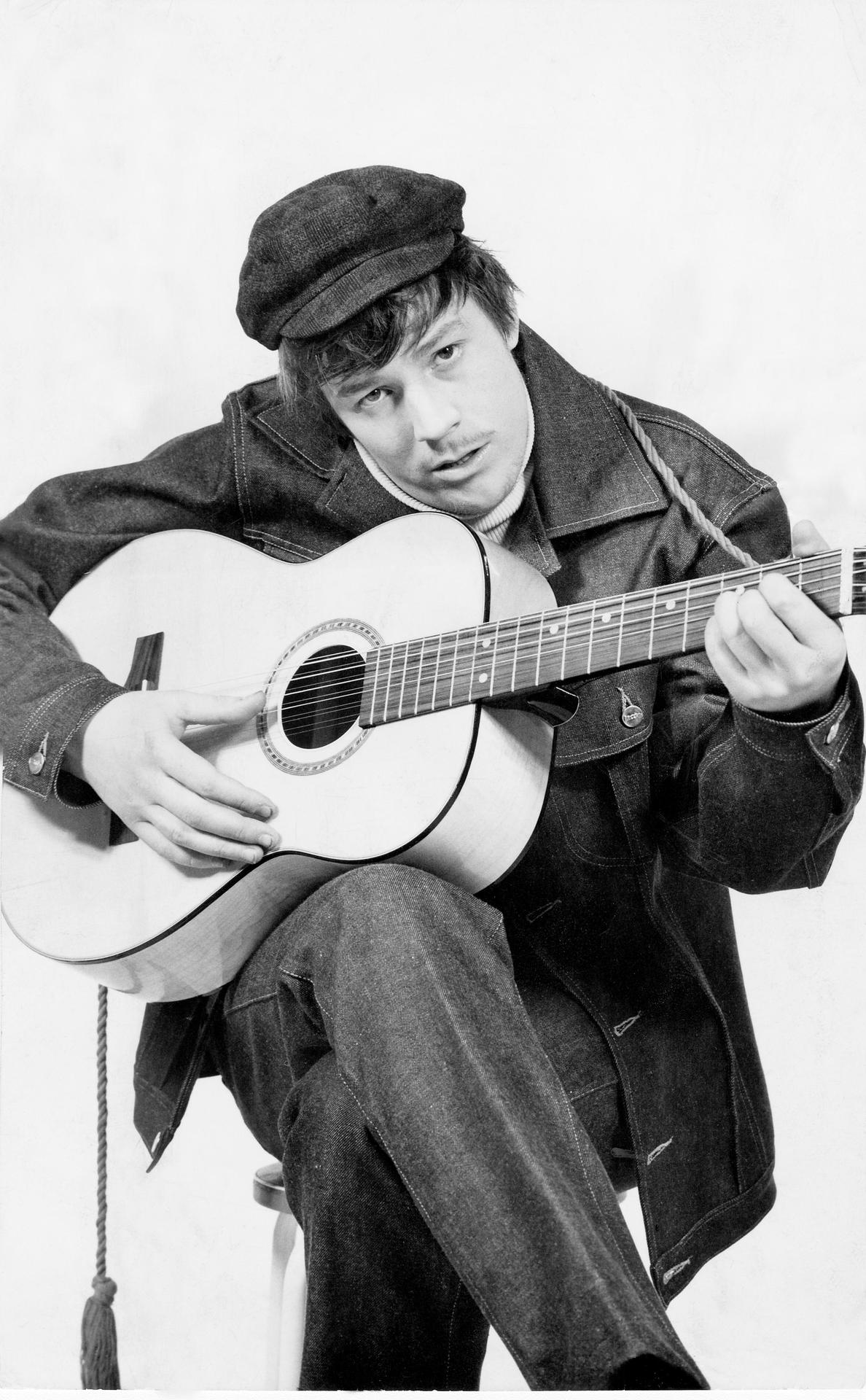
Irwin Goodman 1966

Irwin Goodman eller vid sitt riktiga namn Antti Yrjö Hammarberg, född den 14 september 1943, död 14 januari 1991 var en finländsk sångare. Hans visor är influerade av folk- och rockmusik. Antti Hammarberg var musikalisk redan som ung. Han sjöng, spelade gitarr och piano.
Irwin är känd för sina humoristiska sånger som ibland innehåller protester mot auktoriteter. Själv tonsatte han över 200 egna låtar. Hans ofta återkommande textförfattare var barndomsvännen Vexi Salmi, som även uppfann själva artistnamnet "Irwin Goodman". Irwin Goodman är känd för sin nasala sångröst. Han var flitig på att turnera. Han sjöng för olika slags publiker, på köpcentrum eller krogar, ibland sex gånger per vecka. En gång var han med i finska Eurovision-kvaltävlingen 1974 med låten "Se on minimaalista", dock utan framgång.
På 70-talet var han så trött på det finska beskattningssystemet att han slutade med att göra skatteanmälningar. ”Ryysyranta”-huset i Hattula blev slutligen tvångsauktionerat år 1970. Han satt också häktad för skattebedrägeri. Irwin Goodman hade ett alkoholproblem som förmodligen var en orsak till att han dog redan som 47-åring. Det hårda turnerandet och ökad konsumtion av alkohol tog på krafterna och ibland hade Irwin perioder då han bara ville bort från all publicitet. Från slutet av 1974 till 1976 vistades han långa tider i källaren hemma i Tammerfors.
Irwin vann Syksyn sävel två gånger , 1970 och 1971 med sångerna "St. Pauli ja Reeperbahn" och "Poing poing poing". "Työmiehen lauantai" (1965), "Ei tippa tapa" (1966), "Lievestuoreen Liisa" (1971), "Vielä yhdet" (1972), "Haistakaa paska koko valtiovalta" (1976), "Häirikkö" (1976), "Tyttö tuli" (1978) och "Rentun ruusu" (1988) tillhör andra berömda sånger. 
Irwin dog av en hjärtattack. Folkartisten dog den 14 januari 1991 på väg till Viborg, där han skulle uppträda inför några finska byggnadsarbetare. De blev tvungna att vända om mot Fredrikshamn för att Irwin skulle få vård. Tullmännen genomförde emellertid en ingående inspektion, som tog ett par timmar, och truppen kom aldrig fram i tid till Fredrikshamns sjukhus. Enligt Vexi Salmi var Irwins sista ord: ”Tryck gasen i botten Illikainen, syret tar slut.”
Timo Koivusalo har regisserat en film om Irwin, till namnet "Rentun ruusu".
Det svenska punkbandet Perkele både sjunger om, och tolkar, Goodman på skivan Längtan.